# Девушка из пригорода
«Девушка из пригорода» (англ. Suburban Girl) — американский фильм 2007 года. Адаптация двух коротких историй из бестселлера Мелиссы Бэнк «Руководство по охоте и рыбалке для девочек», который был опубликован более чем в 27 странах.

## Сюжет
Бретт Эйзенберг, юная девушка, амбициозный книжный редактор из Нью-Йорка, пытаясь приспособиться к изменениям начальства в своём офисе, бросает своего бойфренда и знакомится с гуру редакторского искусства Арчи Ноксом.

## В ролях
| Актёр              | Роль            |
| ------------------ | --------------- |
| Сара Мишель Геллар | Бретт Эйзенберг |
| Алек Болдуин       | Арчи Нокс       |
| Мэгги Грэйс        | Хлоя            |
| Крис Кармак        |                 |